# Waido
Waido is een bestuurslaag in het regentschap Pidie van de provincie Atjeh, Indonesië. Waido telt 322 inwoners (volkstelling 2010).